# 扬·特拉扬·斯特凡内斯库
扬·特拉扬·斯特凡内斯库（羅馬尼亞語：Ion Traian Ştefănescu；1942年4月3日—），共青团派，罗马尼亚共产党中央政治执行委员会候补委员。曾一度被外界视为尼古拉·齐奥塞斯库扶持的年轻接班人。

## 生平
1942年，出生于布加勒斯特。
1959年，就读于布加勒斯特大学法律系。
1964年，加入罗马尼亚共产党。
1965年，任罗马尼亚共产主义青年团布加勒斯特大学中心委员会组织书记。
1968年，为布加勒斯特共产主义学生联合会主席。
1971年，为罗马尼亚共产主义青年团中央委员会书记兼罗马尼亚共产主义学生全国联合会主席。
1972年，为罗共中央候补委员，任罗马尼亚共产主义青年团中央委员会第一书记兼罗马尼亚社会主义共和国政府青年事务部长。
1974年，为罗共中央委员。
1978年，兼任罗马尼亚广播电视全国委员会副主席。
1979年，任罗马尼亚共产党普拉霍瓦县委员会宣传书记兼普拉霍瓦县人民委员会执行委员会副主席。
1982年，任罗马尼亚社会主义文化和教育委员会第一副主席。
1984年，任罗马尼亚共产党瑟拉日县委员会第一书记兼瑟拉日县人民委员会执行委员会主席。
1987年，任罗马尼亚共产党多尔日县委员会第一书记兼多尔日县人民委员会执行委员会主席。
1988年，为罗马尼亚共产党中央政治执行委员会候补委员。
1989年，罗马尼亚革命后，在布加勒斯特经济研究学院教授劳动法。